# Chiesa di Sorio
La chiesa di Sorio, chiamata anche oratorio di San Pietro Martire e San Giorgio, è un piccolo oratorio probabilmente basato su di una forma architetturale di stampo romanico ed ampliata successivamente in tempi diversi. Dedicata a San Pietro Martire è situata a Sorio, una frazione di San Giovanni Lupatoto e si trova ai piedi del terrazzo dell'Adige, in un luogo di solitudine e di preghiera. L'edificio viene eretto nel 1585 con lo scopo di essere utilizzato come chiesa padronale. La decadenza della chiesetta è iniziata nell'800 quando, con il potenziamento dei collegamenti stradali e la caduta della Repubblica Veneta, la navigazione fluviale perse la sua importanza e di conseguenza anche la chiesa non era più un punto di riferimento. Viene restaurata nel 1982 e parzialmente restaurata in epoca recente.

## Storia

### Dalla fondazione al XIX secolo
La chiesa di Sorio fu fondata nel 1585 per iniziativa della nobil signora Isotta Borghetti, moglie del nobil signor Guglielmo Guarienti, come chiesa padronale. Inizialmente fu messa sotto la giurisdizione della Santa Congregazione del Clero Intrinseco che ne nominava il cappellano. Qui vi si celebravano due messe feriali settimanali e tutte le feste di precetto e di devozione secondo la volontà del coniugi Borghetti.
La decadenza della chiesetta iniziò all'incirca nel 1800. Con il potenziamento dei collegamenti stradali e la caduta della Repubblica Veneta, infatti, la navigazione del fiume Adige perse la sua importanza e di conseguenza anche la corte di Sorio.

### La chiesa nel XX secolo
Nel 1900 il papa Leone XIII concesse alla chiesetta l'indulgenza plenaria applicata per sette anni ai defunti e a tutti i fedeli che, dopo essersi confessati, visitavano l'oratorio nella festa di san Pietro Martire o in uno dei sette giorni seguenti, pregando per la concordia dei principi cristiani, per l'estirpazione delle eresie, per la conversione dei peccatori e per l'esaltazione della santa Madre Chiesa.
In questa chiesa vennero anche sepolti i nobili signori Borghetti-Cartolari. Durante il periodo in cui mons. L. Boscani era parroco, i nobili Cartolari donarono alla parrocchia di San Giovanni Lupatoto l'oratorio, la casa annessa e i due orti che affiancano la chiesa. Nel 1982 la chiesa è stata restaurata completamente.

## Descrizione
La chiesa è illuminata da tre finestre romaniche che si trovano sulla parete destra e dal rosone della facciata. La parete sinistra è adorna di una grande tela che “Joannes Humanus Ligoccia Pictor faciebat” in cui vi è rappresentato il Redentore affiancato da san Giovanni Battista e san Pietro Apostolo.
L'altare laterale è dedicato alla Beata Vergine e ai Santissimi Michele Arcangelo e Giorgio Martire come ricorda il quadro di “D. F. 1610”. Il quadro però desta il sospetto di copia (forse del 1800) perché appare in buone condizioni. L'altare maggiore è in marmo bianco e rosso.
Nell'abside una pala, dipinta da un ignoto, raffigura la Vergine col Bambino che guarda amorevolmente al martirio di san Pietro da Verona. La pala risale al 1600 circa ed è di scuola veronese. Gli affreschi sulle pareti rappresentano i Dodici Apostoli con santa Caterina d'Alessandria, riconoscibile dalla ruota, simbolo del suo martirio. Tutti hanno lo sguardo fisso verso la Vergine che viene assunta al cielo.
Nel pavimento ci sono le epigrafi sepolcrali della famiglia Borghetti-Cartolari.
In epoca recente, abbinato al restauro parziale della chiesa, è stato fatto uno studio in cui si sono cercati i riferimenti storico geometrici che hanno permesso di riconsiderare e valorizzare l'architettura dell'antico edificio per collocarlo nel suo preciso contesto storico architettonico. L'ipotesi formulata è che non abbia nulla a che vedere con la forma romanica accennata da alcuni studiosi. Nelle fasi del rilievo metrico e dell'analisi iconometrica sono state riscontrate, infatti, numerose analogie che hanno permesso di condurre ad una lettura del modello matematico che ha ordinato le proporzioni dell'intero manufatto, o quanto meno di una parte dello stesso, tanto da considerare l'ipotesi che l'edificio sia stato costruito ed ampliato in tempi diversi. Lo studio si conclude con la dimostrazione che la chiesa ha probabilmente un impianto architettonico basato su di una forma romanica, tuttavia successivamente ha subito importanti cambiamenti tanto da riconoscere nella pianta dell'edificio caratteristiche di tipologia rinascimentale.